# Colposcenia arabica
Colposcenia arabica är en insektsart som beskrevs av Loginova 1974. Colposcenia arabica ingår i släktet Colposcenia och familjen rundbladloppor. Inga underarter finns listade i Catalogue of Life.